# Ober-Schönmattenwag
Ober-Schönmattenwag (Ourewällerisch: Owwer-Schimmeldewog) ist ein Ortsteil von Wald-Michelbach im südhessischen Landkreis Bergstraße.

## Geographie
Ober-Schönmattenwag liegt auf 241 m ü. NHN im Osten des Gemeindegebiets von Wald-Michelbach in einem Taleinschnitt des Buntsandstein-Odenwald, ca. 20 km südöstlich von Heppenheim und 4 km südöstlich der Gemeindeverwaltung in Wald-Michelbach. Das Gebiet des Ortsteils besteht aus der Gemarkung Kocherbach mit einer Fläche von 695 Hektar, davon sind 525 Hektar Wald. In der Gemarkung liegen die folgenden aktuellen bzw. historischen Siedlungsplätze:
- Jagdhaus Kribilly.[4]
- Weiler Lotzenbuckel.[5]

Die Ortslage befindet sich im Süden des hessischen Odenwaldes auf einer Höhe von 236 und 297 m ü. NHN, zwischen der Kerngemeinde Wald-Michelbach und Unter-Schönmattenwag in der Talverzweigung des Dürr-Ellenbachs und des tief in die Höhen des Überwaldes eingeschnittenen Ulfenbachs, der nach Süden dem Neckar zufließt. Der höchste Punkt der Gemarkung liegt an der Westgrenze auf dem bewaldeten Bergrücken zwischen dem Stillfüssel und dem Toten Mann bei etwa 560 Meter. An den Ortsteil Ober-Schönmattenwag grenzen, von Norden beginnend, im Uhrzeigersinn, die Kerngemeinde Wald-Michelbach, im Osten der Oberzenter Ortsteile Raubach, Hinterbach und Finkenbach, im Süden und Westen die Wald-Michelbacher Ortsteile Unter-Schönmattenwag und Siedelsbrunn. Durch den Ort verläuft die Landesstraße 3105, die aus der Kerngemeinde kommend über Unter-Schönmattenwag, entlang des Ulfenbachs ins Baden-Württembergische Heddesbach führt. Daneben endet die Kreisstraße 37 aus den Oberzenter Osrteilen Finckenbach, Hinterbach und Raubach komment in der Ortslage.

## Geschichte

### Überblick
Die beiden Orte Ober- und Unter-Schönmattenwag entstanden im Gebiet der ehemaligen Mark Heppenheim, die ein Verwaltungsbezirk des Frankenreichs bezeichnete. Am 20. Januar 773 schenkte Karl der Große die Stadt Heppenheim nebst dem zugehörigen Bezirk, der ausgedehnten Mark Heppenheim, dem Reichskloster Lorsch. Von hier wurde die Urbarmachung und Besiedlung des Gebietes betrieben. Die erste Erwähnung des Ortes findet der sich unter dem Namen Spumosum Stagnum 1012, in der Texten der Monumenta Germaniae Historica.
Demnach entstand 1012 ein Grenzstreit zwischen dem Bischof von Worms und dem Abt des Klosters Lorsch. Dies führte zur schriftlichen Festlegung der genauen Grenze der Mark Heppenheim in dem umstrittenen Bereich. Laut dieser Urkunde lief die Grenze wie folgt: von Sidilinus (Siedelsbrunn) bis Spumosum Stagnum und so bis Ulvenam (Ulfenbach).
Die lateinische Übersetzung von Spumosum Stagnum lautet ‚schäumender Wog‘. Schönmattenwag hieß also ursprünglich „Zu dem schumenden Wog“, das heißt „zu dem schäumenden Wasser“.
Im 13. Jahrhundert zählte das gesamte Schönmattenwag zu den Besitztümern der Herren von Hirschhorn und Landschad von Steinach. Nach langen Streitigkeiten konnten sich die Kurpfalz und das Erzbistum Mainz Anfang des 14. Jahrhunderts über das Erbe aus dem Lorscher Abtei einigen. Inzwischen hatten sich die beiden Orte Ober- und Unter-Schönmattenwag herausgebildet und Ober-Schönmattenwag kam zur Kurpfalz, während Unter-Schönmattenwag unter Kurmainzer Herrschaft kam. Dadurch entwickelte sich während der Reformation Ober-Schönmattenwag zu einer  evangelisch Ortschaft während Unter-Schönmattenwag katholisch blieb.
Im Jahre 1830 lebten in Ober-Schönmattenwag ca. 270 Menschen und es entstand die erste Dorfschule. 1970 wurde die dorfeigene Schule aufgelöst. Seither besuchen die Kinder die Grundschule in Unter-Schönmattenwag bzw. eine weiterführende Schule in Wald-Michelbach.
Im Zuge der Gebietsreform in Hessen genehmigte die Landesregierung mit Wirkung vom 31. Dezember 1971 die freiwillige Eingliederung der Gemeinde Ober-Schönmattenwag in die Gemeinde Wald-Michelbach. Für Ober-Schönmattenwag wurde ein Ortsbezirk eingerichtet.
1975 wurde Ober-Schönmattenwag Landes- und Bundessieger im Wettbewerb Unser Dorf soll schöner werden.
1982 wurde zwischen Ober- und Unter-Schönmattenwag das Haus des Gastes eingeweiht. Es trägt seitdem zur engeren Zusammenarbeit der Vereine von Ober- und Unter-Schönmattenwag bei.

### Von den Anfängen bis zum 18. Jahrhundert
Der Blütezeit des Klosters Lorsch, in dessen Gebiet Schönmattenwag lag, folgte im 11. und 12. Jahrhundert sein Niedergang. 1232 wurde Lorsch dem Erzbistum Mainz unterstellt und 1461 verpfändete Kurmainz seine Besitzungen an der Bergstraße, und damit gingen die Besitzungen des Klosters Lorsch an die Kurpfalz, die 1556 die Reformation einführte und 1564 das Kloster aufhob.
Nachdem sich Kurpfalz und das Erzbistum Mainz Anfang des 14. Jahrhunderts über das Erbe des Klosters geeinigt hatten, wurden die Pfälzer Teile und mit ihnen Ober-Schönmattenwag durch die Amtsvogtei Lindenfels verwaltet. Bis 1737 unterstand das Amt Lindenfels dem Oberamt Heidelberg, danach wurde Lindenfels ein Oberamt. Ober-Schönmattenwag war innerhalb des Amtes Lindenfels Teil der Zent Waldmichelbach.
In den Anfängen der Reformation sympathisierten die pfälzischen Herrscher offen mit dem lutherischen Glauben, aber erst unter  Ottheinrich (Kurfürst von 1556 bis 1559) erfolgte der offizielle Übergang zur lutherischen Lehre. Danach wechselten seine Nachfolger und gezwungenermaßen auch die Bevölkerung mehrfach zwischen der lutherischen, reformierten und calvinistischen Religion. Nach der Reformation wurde die bestehende Kirche in Wald-Michelbach durch die Reformierten benutzt, während die Katholiken 1739 eine eigene dem Heiligen Lorenz geweihte Kirche bauten. Die Lutheraner richteten sich 1780 eine Kirche in ihrem Schulhaus ein. Die Orte der Zent wurden Filialen der Pfarreien in Wald-Michelbach.
Im Jahr 1613 wurden  »14 leibeigene Männer und 10 Frauen, sowie 8 1/4 Huben mit 17 Häusern« gezählt. Am Ende des Dreißigjährigen Kriegs (1648) dürfte der Ort wie viele Gebiete der Kurpfalz fast menschenleer gewesen sein.
Nach dem verheerenden Krieg betrieb die Kurpfalz auf ihrem Gebiet eine durch religiöse Toleranz geprägte Wiederansiedlungspolitik. Doch die in der unruhigen Folgezeit ausbrechenden Kriege wie der Pfälzische Erbfolgekrieg (1688–1697) und der Spanische Erbfolgekrieg (1701–1714) machte viele der Bemühungen wieder zunichte und Zehntausende Pfälzer emigrierten u. a. nach Nordamerika und Preußen.
Auch in religiöser Hinsicht war die Zeit nach dem Dreißigjährigen Krieg von großer Unruhe geprägt. 1685 starb die reformierte Linie Pfalz-Simmern aus und die katholischen Vettern der Linie Pfalz-Neuburg traten mit Kurfürst Philipp Wilhelm die Regierung in der Kurpfalz an. Dieser ordnete die Gleichstellung des katholischen Glaubens, in der mehrheitlich evangelischen bevölkerten Pfalz, an. Schon während des Pfälzischen Erbfolgekriegs hatte Frankreich versucht, in den eroberten Gebieten die Gegenreformation voranzutreiben, und etliche katholische Pfarreien gegründet. Der Krieg endete 1697 mit dem Frieden von Rijswijk, der die Stellung des zu diesem Zeitpunkt regierenden katholischen Kurfürsten Johann Wilhelm stärkte. Dies führte am 26. Oktober 1698 zum Erlass des Simultaneum. Danach waren die Katholiken berechtigt alle reformierten Einrichtungen wie Kirchen, Schulen und Friedhöfe mitzunutzen, während dies umgekehrt nicht erlaubt wurde. Weiterhin wurde die bis dahin selbständige reformierte Kirchenverwaltung dem Landesherren unterstellt. Erst auf Betreiben Preußens kam es 1705 zur sogenannten Pfälzische Kirchenteilung in der das Simultanum rückgängig gemacht wurde und die Kirchen im Land wurden mitsamt Pfarrhäusern und Schulen zwischen den Reformierten und den Katholiken im Verhältnis fünf zu zwei aufgeteilt. Sonderregelungen gab es für die drei Hauptstädte Heidelberg, Mannheim und Frankenthal sowie die Oberamtsstädte Alzey, Kaiserslautern, Oppenheim, Bacharach und Weinheim. In den Städten mit zwei Kirchen sollte die eine den Protestanten und die andere den Katholiken zufallen; in den anderen, wo nur eine Kirche bestand, der Chor vom Langhaus durch eine Mauer geschieden, und jener den Katholiken, dieses den Protestanten eingeräumt werden. Den Lutheranern wurden nur jene Kirchen zugestanden, die sie im Jahr 1624 besaßen oder danach gebaut hatten.
Im Jahr 1784 bewohnten den Ort 38 Familien mit 115 Seelen und es gab 23 Häuser sowie eine Mühle.
Die Gemarkung bestand aus 204 Morgen Äcker, 154 Morgen Wiesen, 7 Morgen Gärten, 400 Morgen Weide, und 1390 Morgen Wald. Von diesen Waldungen gehören 990 Morgen der Gemeinde und der Rest war Teil der Hubgütern. Daneben gab es 800 Morgen Wald der gemeinschaftlich durch die Zent Wald-Michelbach genutzt wurde. Es gab einen Kurfürstlichen Förster, der sowohl über diese, als auch über alle anderen Waldungen der Zent Wald-Michelbach und der Zent Hammelbach die Aufsicht hatte. Am großen Zehnten erhielt die kurpfälzische Hofkammer zwei, und die Kurmainzische wegen des Klosters Lorsch ein Drittel.

### Vom 19. Jahrhundert bis heute
Als Folge der Napoleonischen Kriege brachte das ausgehende 18. und beginnende 19. Jahrhundert Europa weitreichende Änderungen.
In der letzten Sitzung des Immerwährenden Reichstags in Regensburg wurde im Februar 1803 der Reichsdeputationshauptschluss verabschiedet, der die Bestimmungen des Friedens von Lunéville umsetzte, und die territorialen Verhältnisse im Heiligen Römischen Reich (Deutscher Nation) neu regelte.
Er wies das Gebiet des Oberamts Lindenfels der Landgrafschaft Hessen-Darmstadt als Ausgleich für verlorene linksrheinische Gebiete zu.
Dort wurde das „Oberamt Lindenfels“ vorerst als hessische Amtsvogtei weitergeführt.
Unter Druck Napoleons wurde 1806 der Rheinbund gegründet, dies geschah mit dem gleichzeitigen Reichsaustritt der Mitgliedsterritorien.
Dies führte am 6. August 1806 zur Niederlegung der Reichskrone, womit das alte Reich aufhörte zu bestehen.
Am 14. August 1806 wurde die Landgrafschaft Hessen-Darmstadt, gegen Stellung hoher Militärkontingente an Frankreich und den Beitritt zum Rheinbund, von Napoleon zum Großherzogtum Hessen erhoben, anderenfalls drohte er mit Invasion.
Im Großherzogtum wurde der Amtsbereich des „Amts Lindenfels“ 1812 aufgeteilt und Ober-Schönmattenwag dem „Amt Waldmichelbach“ zugewiesen wurde. Die Übergeordnete Verwaltungsbehörde war der „Regierungsbezirk Darmstadt“ der ab 1803 auch als „Fürstentum Starkenburg“ bezeichnet wurde.
Nach der endgültigen Niederlage Napoléons regelte der Wiener Kongress 1814/15 auch die territorialen Verhältnisse für Hessen, daraufhin wurden 1816 im Großherzogtum Hessen Provinzen gebildet. Dabei wurde das vorher als „Fürstentum Starkenburg“ bezeichnete Gebiet, das aus den südlich des Mains gelegenen alten Hessischen und den ab 1803 hinzugekommenen rechtsrheinischen Territorien bestand, in „Provinz Starkenburg“ umbenannt.
Im Jahr 1814 wurde die Leibeigenschaft im Großherzogtum aufgehoben und es erhielt mit der am 17. Dezember 1820 eingeführten Verfassung des Großherzogtums Hessen eine konstitutionelle Monarchie, in der der Großherzog aber noch große Machtbefugnisse hatte. Die noch bestehenden standesherrlichen Rechte wie Niedere Gerichtsbarkeit, Zehnten, Grundzinsen und andere Gefälle blieben aber noch bis 1848 bestehen.
1821 wurden im Rahmen einer umfassenden Verwaltungsreform die Amtsvogteien in den Provinzen Starkenburg und Oberhessen des Großherzogtums aufgelöst und Landratsbezirke eingeführt, wobei Ober-Schönmattenwag zum Landratsbezirk Lindenfels kam. Im Rahmen dieser Reform wurden auch Landgerichte geschaffen, die jetzt unabhängig von der Verwaltung waren. Die Landgerichtsbezirke entsprachen in ihrem Umfang den Landratsbezirken und für den Landratsbezirk Lindenfels war das Landgericht Fürth als Gericht erster Instanz zuständig.
Diese Reform ordnete auch die Administrative Verwaltung auf Gemeindeebene. So war die Bürgermeisterei in Wald-Michelbach außer für Wald-Michelbach auch für Ober-Schönmattenwag zuständig.
Entsprechend der Gemeindeverordnung vom 30. Juni 1821 gab es keine Einsetzungen von Schultheißen mehr, sondern einen gewählten Ortsvorstand, der sich aus Bürgermeister, Beigeordneten und Gemeinderat zusammensetzte.
1832 wurden die Verwaltungseinheiten weiter vergrößert und es wurden Kreise geschaffen. Nach der am 20. August 1832 bekanntgegebenen Neugliederung sollte es in Süd-Starkenburg künftig nur noch die Kreise Bensheim und Lindenfels geben; der Landratsbezirk von Heppenheim sollte in den Kreis Bensheim fallen. Noch vor dem Inkrafttreten der Verordnung zum 15. Oktober 1832 wurde diese aber dahingehend revidiert, dass statt des Kreises Lindenfels neben dem Kreis Bensheim der Kreis Heppenheim als zweiter Kreis gebildet wurde, zu dem jetzt Ober-Schönmattenwag gehörte.
1842 wurde das Steuersystem im Großherzogtum reformiert und der Zehnte und die Grundrenten (Einnahmen aus Grundbesitz) wurden durch ein Steuersystem ersetzt, wie es in den Grundzügen heute noch existiert.
Infolge der Märzrevolution 1848 wurden mit dem „Gesetz über die Verhältnisse der Standesherren und adeligen Gerichtsherren“ vom 15. April 1848 die standesherrlichen Sonderrechte endgültig aufgehoben.
Darüber hinaus wurden in den Provinzen, die Kreise und die Landratsbezirke des Großherzogtums am 31. Juli 1848 abgeschafft und durch „Regierungsbezirke“ ersetzt, wobei die bisherigen Kreise Bensheim und Heppenheim zum Regierungsbezirk Heppenheim vereinigt wurden. Bereits vier Jahre später, im Laufe der Reaktionsära, kehrte man aber zur Einteilung in Kreise zurück und Wald-Michelbach wurde Teil des neu geschaffenen Kreises Lindenfels.
Die im Dezember 1852 aufgenommenen Bevölkerungs- und Katasterlisten ergaben für Oberschönwattenwag: Reformatorisches und Katholisches Filialdorf mit 355 Einwohnern. Dazu gehören die Lotzenhäuser. Die Gemarkung besteht aus 2793 Morgen, davon 352 Morgen Ackerland, 258 Morgen Wiesen und 2122 Morgen Wald.
In den Statistiken des Großherzogtums Hessen werden, bezogen auf Dezember 1867, für das Filialdorf Ober-Schönmattenwag mit der Bürgermeisterei in Wald-Michelbach, 42 Häuser, 324 Einwohnern, der Kreis Lindenfels, das Landgericht Wald-Michelbach, die evangelische reformierte Pfarrei Wald-Michelbach des Dekanats Lindenfels und die katholische Pfarrei Wald-Michelbach des Dekanats Heppenheim, angegeben.
1870 provoziert der preußische Ministerpräsident Otto von Bismarck durch die sogenannte Emser Depesche den Deutsch-Französischen Krieg, in dem das Großherzogtum Hessen als Mitglied des Norddeutschen Bundes an der Seite Preußens teilnahm. Noch vor dessen offiziellen Ende am 10. Mai 1871 traten die süddeutschen Staaten dem Norddeutschen Bund bei und am 1. Januar 1871 trat dessen neu Verfassung in Kraft, mit der er sich nun Deutsches Reich nannte.
Auf deutscher Seite forderte dieser Krieg ca. 41.000 Tote.
Mit dem Reichsmünzgesetz gab es Deutschland nur noch eine Währung, die Mark mit 100 Pfennigen als Untereinheit.
Nachdem das Großherzogtum Hessen ab 1871 Teil des Deutschen Reiches war, wurden 1874 eine Reihe von Verwaltungsreformen beschlossen. So wurden die landesständige Geschäftsordnung sowie die Verwaltung der Kreise und Provinzen durch Kreis- und Provinzialtage geregelt. Die Neuregelung trat am 12. Juli 1874 in Kraft und verfügte auch die Auflösung der Kreise Lindenfels und Wimpfen und die Wiedereingliederung von Ober-Schönmattenwag in den Kreis Heppenheim.
Die hessischen Provinzen Starkenburg, Rheinhessen und Oberhessen wurden 1937 nach der 1936 erfolgten Auflösung der Provinzial- und Kreistage aufgehoben. Zum 1. November 1938 trat dann eine umfassende Gebietsreform auf Kreisebene in Kraft. In der ehemaligen Provinz Starkenburg war der Kreis Bensheim besonders betroffen, da er aufgelöst und zum größten Teil dem Kreis Heppenheim zugeschlagen wurde. Der Kreis Heppenheim übernahm auch die Rechtsnachfolge des Kreises Bensheim und erhielt den neuen Namen Landkreis Bergstraße.
Das Großherzogtum Hessen war von 1815 bis 1866 ein Mitgliedsstaat des Deutschen Bundes und danach ein Bundesstaat des Deutschen Reiches. Es bestand bis 1919, nach dem Ersten Weltkrieg wurde das Großherzogtum zum republikanisch verfassten Volksstaat Hessen. 1945 nach Ende des Zweiten Weltkriegs befand sich das Gebiet des heutigen Hessen in der amerikanischen Besatzungszone und durch Weisung der Militärregierung entstand Groß-Hessen, aus dem das Bundesland Hessen in seinen heutigen Grenzen hervorging.
Im Jahr 1961 wurde die Gemarkungsgröße mit 698 ha angegeben, davon waren 525 ha Wald.
Im Zuge der Gebietsreform in Hessen wurde die bis dahin selbständige Gemeinde Ober-Schönmattenwag zum 31. Dezember 1971 auf freiwilliger Basis in die Gemeinde Wald-Michelbach eingemeindet. Für Ober-Schönmattenwag wurde ein Ortsbezirk mit Ortsbeirat und Ortsvorsteher nach der Hessischen Gemeindeordnung eingerichtet.

### Gerichtszugehörigkeit in Hessen
Für Rechtsprechung der ersten Instanz war anfangs das Amt Lindenfels und ab 1813 das neu gebildete Justizamt in Fürth zuständig. Das Hofgericht Darmstadt war für normale bürgerliche Streitsachen Gericht der zweiten Instanz, für standesherrliche Familienrechtssachen und Kriminalfälle die erste Instanz. Übergeordnet war das Oberappellationsgericht Darmstadt.
Mit Einrichtung der Landgerichte im Großherzogtum Hessen war ab 1821 das Landgericht Fürth als Gericht erster Instanz für Ober-Schönmattenwag zuständig. 1853 wurde aus dessen Gerichtsbezirk ein neuer Landgerichtsbezirk ausgegliedert, das Landgericht Waldmichelbach, zu dem nun auch Ober-Schönmattenwag gehörte.
Anlässlich der Einführung des Gerichtsverfassungsgesetzes mit Wirkung vom 1. Oktober 1879, infolge derer die bisherigen großherzoglich hessischen Landgerichte durch Amtsgerichte an gleicher Stelle ersetzt wurden, während die neu geschaffenen Landgerichte nun als Obergerichte fungierten, wurde nun das Amtsgericht Wald-Michelbach im Bezirk des Landgerichts Darmstadt zuständig.
1943 wurde der Amtsgerichtsbezirk Wald-Michelbach kriegsbedingt vorübergehend aufgelöst, dem Amtsgericht Fürth zugeordnet und dort als Zweigstelle geführt, was nach dem Krieg wieder rückgängig gemacht wurde. Zum 1. Juli 1968 wurde dann das Amtsgericht Wald-Michelbach aufgelöst, womit Ober-Schönmattenwag wieder und endgültig in die Zuständigkeit des Amtsgerichts Fürth kam.

### Historische Beschreibungen
Im Versuch einer vollständigen Geographisch-Historischen Beschreibung der Kurfürstl. Pfalz am Rheine findet sich 1786 über Ober-Schönmattenwag:

„Ober-Schönmattenwag. Ein ziemliches Dorf, vier Stunden von Lindenfels südwärts entfernet, hat zu Nachbaren gegen Ost die Gräflich-Erbachischen Orte Berfelden und Funkenbach; gegen Süd das Kurmainzische Dorf Unter-Schönmattenwag;
gegen West Wald-Michelbach; gegen Norden die Kurmainzische Zentwaldung. […]
Durch dasselbe laufet die von Wald-Michelbach kommende Ulvendach, nimmt die im Kurmainzischen entspringende Ellenbach auf, treibet eine Mahl- und Schlag- oder Oelmühle, und sezet ihren Lauf nach Unter-Schönmattenwag fort. Die Landstraße von Lindenfels nach Hirschhorn ziehet ebenfalls durchs das Dorf.“

Die Statistisch-topographisch-historische Beschreibung des Großherzogthums Hessen berichtet 1829 über Ober-Schönmattenwag:

„Oberschönmattenwaag (L. Bez. Lindenfels) kath. und reform. Filialdorf; liegt auf beiden Seiten des Ulvenbachs und 4 St. von Lindenfels und wird gewöhnlich Schimmertewog genannt. Der Ort hat 39 Häuser, 270 Einw. unter diesen 15 Luth. 242 Reform. und 13 Kath., die sich in 21 Bauern und Taglöhner und 20 Gewerbsleute abtheilen; so dann 2 Mahl-, 1 Oel-, 1 Schneid- und 1 Gypsmühle. In der Gemarkung wurde früher Erz gegraben. Im Jahr 1802 kam das Dorf von Churpfalz an Hessen.“

Im Neuestes und gründlichstes alphabetisches Lexicon der sämmtlichen Ortschaften der deutschen Bundesstaaten von 1845 heißt es:

„Oberschönwattenwaag b. Lindenfels. – Dorf, zur evangel., resp. kathol. Pfarrei Waldmichelbach gehörig. – 39 H. 270 (meistens evang.) E. – Großherzogthum Hessen. – Provinz Starkenburg. – Kreis Heppenheim. – Landger. Fürth. – Hofger. Darmstadt. – Das Dorf Oberschönmattenwaag, auf beiden Seiten des Ulvenbachs belegen und gewöhnlich Schimmertewog genannt, hat 1 Schneide-, 1 Oel-, 1 Gips und 2 Mahlmühlen und ist im J. 1802 von Churpfalz an Hessen übergegangen.“

### Namen für Schimmeldewog/Schönmattenwag
| 1345 | Schemechtinwage | 1437 | Schymentwag     |
| 1346 | Symechtinwage   | 1461 | Schemptenwage   |
| 1363 | Schumechtinwage | 1472 | Schimettenwage  |
| 1369 | Schumathenwag   | 1496 | Schiemattenwagh |
| 1390 | Schimechtenwage | 1500 | Schimentenwag   |
| 1393 | Schimechtenwage | 1558 | Schometenwag    |
| 1414 | Schymechtenwage | 1568 | Schimettewag    |

Die heutige Schreibweise ist, soweit bekannt, im Jahre 1637 beim Abschreiben einer Urkunde ins Hochdeutsche entstanden.

## Bevölkerung

### Einwohnerstruktur
Nach den Erhebungen des Zensus 2011 lebten am Stichtag dem 9. Mai 2011 in Ober-Schönmattenwag 558 Einwohner. Darunter waren 21 (3,8 %) Ausländer.
Nach dem Lebensalter waren 93 Einwohner unter 18 Jahren, 219 waren zwischen 18 und 49, 138 zwischen 50 und 64 und 108 Einwohner waren älter.
Die Einwohner lebten in 234 Haushalten. Davon waren 74 Singlehaushalte, 69 Paare ohne Kinder und 75 Paare mit Kindern, sowie 15 Alleinerziehende und 6 Wohngemeinschaften. In 54 Haushalten lebten ausschließlich Senioren und in 153 Haushaltungen leben keine Senioren.
Im Jahr 1961 wurden 366 evangelische  (88,83 %) und 41 katholische (9,95 %) Christen gezählt.

### Einwohnerentwicklung
| • 1613: | Leibeigene: 14 Männer, 10 Frauen.              |
| • 1784: | 115 Seelen, 38 Familien, 23 Häuser, eine Mühle |

| Ober-Schönmattenwag: Einwohnerzahlen von 1784 bis 2023 | Ober-Schönmattenwag: Einwohnerzahlen von 1784 bis 2023 | Ober-Schönmattenwag: Einwohnerzahlen von 1784 bis 2023 | Ober-Schönmattenwag: Einwohnerzahlen von 1784 bis 2023 | Ober-Schönmattenwag: Einwohnerzahlen von 1784 bis 2023 |
| --- | ------------------------------------------------------ | ------------------------------------------------------ | ------------------------------------------------------ | ------------------------------------------------------ |
| Jahr |                                                        |                                                        |                                                        | Einwohner                                              |
| 1784 | 1784                                                   |                                                        | 151                                                    | 151                                                    |
| 1800 | 1800                                                   |                                                        | ?                                                      | ?                                                      |
| 1829 | 1829                                                   |                                                        | 279                                                    | 279                                                    |
| 1834 | 1834                                                   |                                                        | 287                                                    | 287                                                    |
| 1840 | 1840                                                   |                                                        | 325                                                    | 325                                                    |
| 1846 | 1846                                                   |                                                        | 349                                                    | 349                                                    |
| 1852 | 1852                                                   |                                                        | 355                                                    | 355                                                    |
| 1858 | 1858                                                   |                                                        | 339                                                    | 339                                                    |
| 1864 | 1864                                                   |                                                        | 300                                                    | 300                                                    |
| 1871 | 1871                                                   |                                                        | 326                                                    | 326                                                    |
| 1875 | 1875                                                   |                                                        | 367                                                    | 367                                                    |
| 1885 | 1885                                                   |                                                        | 388                                                    | 388                                                    |
| 1895 | 1895                                                   |                                                        | 343                                                    | 343                                                    |
| 1905 | 1905                                                   |                                                        | 339                                                    | 339                                                    |
| 1910 | 1910                                                   |                                                        | 337                                                    | 337                                                    |
| 1925 | 1925                                                   |                                                        | 300                                                    | 300                                                    |
| 1939 | 1939                                                   |                                                        | 284                                                    | 284                                                    |
| 1946 | 1946                                                   |                                                        | 445                                                    | 445                                                    |
| 1950 | 1950                                                   |                                                        | 431                                                    | 431                                                    |
| 1956 | 1956                                                   |                                                        | 414                                                    | 414                                                    |
| 1961 | 1961                                                   |                                                        | 412                                                    | 412                                                    |
| 1967 | 1967                                                   |                                                        | 466                                                    | 466                                                    |
| 1970 | 1970                                                   |                                                        | 472                                                    | 472                                                    |
| 1980 | 1980                                                   |                                                        | ?                                                      | ?                                                      |
| 1990 | 1990                                                   |                                                        | ?                                                      | ?                                                      |
| 2005 | 2005                                                   |                                                        | 590                                                    | 590                                                    |
| 2011 | 2011                                                   |                                                        | 558                                                    | 558                                                    |
| 2015 | 2015                                                   |                                                        | 601                                                    | 601                                                    |
| 2020 | 2020                                                   |                                                        | 567                                                    | 567                                                    |
| 2023 | 2023                                                   |                                                        | 578                                                    | 578                                                    |
| Datenquelle: Historisches Gemeindeverzeichnis für Hessen: Die Bevölkerung der Gemeinden 1834 bis 1967. Wiesbaden: Hessisches Statistisches Landesamt, 1968. Weitere Quellen: LAGIS; nach 1970: Gemeinde Wald-Michelbach; Zensus 2011 |                                                        |                                                        |                                                        |                                                        |

## Politik
Ortsbeirat
Für Schönmattenwag besteht ein Ortsbezirk (Gebiete der ehemaligen Gemeinden Ober-Schönmattenwag und Unter-Schönmattenwag) mit Ortsbeirat und Ortsvorsteher, nach Maßgabe der §§ 81 und 82 HGO und des Kommunalwahlgesetzes in der jeweils gültigen Fassung gebildet. Der Ortsbeirat besteht aus sieben Mitgliedern. Bei den Kommunalwahlen in Hessen 2021 betrug die Wahlbeteiligung zum Ortsbeirat Schönmattenwag 52,05 %. Alle Kandidaten gehörten der Bürgerliste Schönmattenwag an. Der Ortsbeirat wählte Hans-Dieter Martin zum Ortsvorsteher.

## Veranstaltungen
- Fastnachtshaufen/-feuer
- Kerwe